# Jonathan Daviss
 (août 2021).
Jonathan Daviss né le 28 février 2000 à Nashville, Tennessee, États-Unis, est un acteur américain. Il est connu pour son rôle principal de Pope Heyward dans la série dramatique Outer Banks de Netflix. Il est déjà apparu dans la série télévisée Revolution et a joué dans le film Age of Summer.

## Biographie
En 2013, Jonathan Daviss joue dans un épisode de Revolution. En 2018, on le voit dans le film réalisé pour la télévision Shattered Memories. Il joue ensuite aux côtés de Chase Stokes et Madelyn Cline dans la série Outer Banks dans le rôle de Pope.

## Filmographie

### Film
| Année | Titre                           | Rôle              | Remarques    |
| ----- | ------------------------------- | ----------------- | ------------ |
| 2014  | Deliverance Creek               | Samuel Washington | téléfilm     |
| 2017  | All The Marbles                 | Jeune Spike       | court        |
| 2018  | Edge Of The World               | Jay Tibbs         |              |
| 2018  | Age Of Summer                   | Mathis            |              |
| 2018  | Silent Hill: Shattered Memories | Nounours          | téléfilm     |
| 2022  | Si tu me venges…                | Elliot            | film Netflix |

### Télévision
| Année        | Titre       | Rôles        | Remarques         |
| ------------ | ----------- | ------------ | ----------------- |
| 2013         | Revolution  | enfant       | un épisode        |
| 2020-présent | Outer Banks | Pope Heyward | casting principal |
| 2020         | Baselines   | Lavar        | post-production   |